# Tony Richardson
Cecil Antonio "Tony" Richardson (født 5. juni 1928 i Shipley, Yorkshire, England, død 14. november 1991 i Los Angeles, Californien, USA) var en britisk filminstruktør og producent, også teaterinstruktør.
Han sluttede sig i 1955 til Free Cinema-bevægelsen. Som teaterinstruktør opsatte han skuespil af unge forfattere, bl.a. John Osbornes Look Back in Anger (Ung vrede). Richardsons filmversion af stykket (1959), som også var spillefilmdebuten, gjorde dem begge internationalt kendt. Richardson var først socialrealist med The Entertainer (Tribunehelten, 1960) og A Taste of Honey (En duft af honning, 1961), men fik særlig stor opmærksomhed med den frivole kostumekomedie Tom Jones (1963). Han fik biografsucces med Hotel New Hampshire (1984). Han var 1962-67 gift med Vanessa Redgrave.